# Перси Џексон: Море чудовишта
Перси Џексон: Море чудовишта (енгл. Percy Jackson: Sea of Monsters) амерички је фантастични и авантуристички филм из 2013. године у режији Тора Фројдентала. Наставак је филма Перси Џексон: Крадљивац муње и други део филмске серије Перси Џексон. Темељи се на роману Море чудовишта Рика Риордана.
Филм прати пустоловине Персија Џексона (Логан Лерман) и његових пријатеља, који су у потрази за златним руном у Бермудским троуглом. Брендон Т. Џексон, Александра Дадарио и Џејк Абел понављају своје улоге, док Нејтан Филион мења Дилана Макнила, а Ентони Хед Пирса Броснана. Глумачкој постави су се такође придружили Левен Рамбин, Даглас Смит и Стенли Тучи. Продуцирали су га Карен Розенфелт и Мајкл Барнатан. Крис Коламбус, који је режирао први филм, имао је улогу извршног продуцента. Радња се усредсређује на Персија и његове пријатеље док путују у истоимено Море чудовишта како би узели златно руно и би спасли дрво (баријеру) које штити њихов дом.
Приказиван је у биоскопима од 7. августа 2013. године. Добио је помешане критике, док су похваљени визуелни ефекти и акционе сцене, али је добио критике због радње и ликова. Зарадио је 200,9 милиона долара, наспрам продукцијског буџета од 90 милиона долара. Наставак, Титанова клетва, био је у плану али никад није ушао у продукцију.

## Радња
Перси Џексон, Посејдонов син, наставља епско путовање да би испунио своју судбину и удружује се са полубожјим пријатељима како би нашли златно руно, које има моћ да им спаси дом и терен за обуку.
Кад Перси сазна да има полубрата који је чудовиште, пита се да ли је то што је он Посејдонов син више клетва или благослов. Међутим, нема много времена за туробне мисли. Магичне границе њиховог дома почињу да бледе и хорде митских чудовишта прете да униште уточиште деце богова. Да би спасили рај полубогова, Перси и пријатељи морају да нађу чаробно и магично златно руно. Пут их води у Вашингтон и на обалу Флориде, одакле крећу у опасну одисеју у неистражене смртоносне воде Мора чудовишта, које људи називају Бермудским троуглом. Сусрећу се са огромним механичким биком који бљује ватру, ужасавајућим морским неманима, огромним киклопима и осталим полубоговима и не знају да ли могу да им верују. Улози су већи него икад и ако Перси не успе, њихов дом ће нестати, а цео Олимп ће се срушити.

## Улоге

### Полубогови
- Логан Лерман као Перси Џексон
- Александра Дадарио као Анабет Чејс
  - Алиша Њутон као млада Анабет Чејнс
- Даглас Смит као Тајсон
- Левен Рамбин као Кларс ла Ру
- Брендон Т. Џексон као Гровер Андервуд
  - Бјорн Јирвуд као млади Гровер Чејс
- Џејк Абел као Лук Кастелан
  - Самјуел Браун као млади Лук Кастелан
- Палома Квиатковски као Талија Грејс
  - Кејтлин Мађер као млади Талија Грејс
- Греј Дејмон као Крис Родригез

### Богови
- Стенли Тучи као господин Д. / Дионис
- Нејтан Филион као Хефест
  - Октејвија Спенсер као Мартин глас
  - Крејг Робинсон као Џорџов глас
- Роберт Непер као Хронов глас

### Други ликови
- Ентони Хед као Хирон
- Робер Маје као Полифем
  - Рон Перлман као Полифемов глас
- Хантер Платин као киклоп
- Шоре Агдашлу као Питијин глас
- Миси Пајл, Ивет Никол Браун и Мери Бердсонг као Граје
- Џордан Велер као Трагач
- Дерек Мирс и Алекс Пауновић као киклопи